# Elaphoglossum praetermissum
Elaphoglossum praetermissum är en träjonväxtart som beskrevs av John T. Mickel. Elaphoglossum praetermissum ingår i släktet Elaphoglossum och familjen Dryopteridaceae. Inga underarter finns listade.